# 그랜드 조조
그랜드 조조(프랑스어: Grand Jojo, 네덜란드어: Lange Jojo, 영어: Grand Jojo, 1936년 7월 6일~2021년 12월 1일)는 벨기에의 가수, 음악가, 싱어송라이터, 만화가이다.
1936년 7월 6일에 벨기에 브뤼셀에서 태어났다. 16세에 만화가 되기 위해서 아카데미에 활동을 하였으며 벨기에 플로헨느의 공군 비행장에서 군복무를 하였고 육군 최초의 챔버 오케스트라의 일원하였다. 1998년 5월 11일에 레오폴드 훈장 가사를 수여하였다. 2021년 12월 1일에 숙환으로 사망하였다.

## 노래
- 1982년 juul cesar
- 1973년 le french cancan
- 1973년 je suis un don juan

## 앨범
- 2014년 Tournée Général!
- 2013년 Double Rest Of
- 1999년 Tous les hits du Grand Jojo